# Удрис, Эрнст Мартынович
Эрнст Мартынович Удрис (латыш. Ernests Ūdris Mārtiņa dēls; 1894—1967) — революционер, участник Гражданской войны, в 1920 году председатель Чрезвычайной тройки Крымской ударной группы Управления Особых отделов ВЧК при РВС Южного и Юго-Западного фронтов во время Красного террора в Крыму. Является ответственным за смерть сотен людей, казненных в Багреевке под Ялтой. После Гражданской войны сделал успешную юридическую карьеру. Член Верховного суда РСФСР в 1927-34 годах. С 1934 года — председатель Верховного суда Узбекской ССР. Репрессирован в ходе Большого террора как враг народа.

## Биография
По национальности латыш. Родился в 1894 году в многодетной крестьянкой семье на хуторе Куссул Роденпойская волость, Рижский уезд Лифляндской губернии. Окончил три класса сельской школы и один класс приходского училища, батрачил. Старшие братья участвовали в революционном движении, к нему присоединился и Эрнст.

### Революционная деятельность
Член ЛСДРП с 1914 года. Весной 1915 года для уклонения от мобилизации на Империалистическую войну с точки зрения социалистов, ранил себя в левую руку, подвергся аресту и был предан военному суду. Затем служил в 6-м Тукумском Латышском полку, с 1917 года член полкового комитета, проводил среди солдат пораженческую агитацию (6-й полк первым на Западном фронте начал братание с немцами и первым отказался от атак немецких позиций). Познакомился с П. И. Стучкой, в будущем наркомом юстиции РСФСР. После Октябрьского переворота в составе латышских стрелков участвовал в организации отряда для охраны Смольного, в разгоне Учредительного Собрания, лично встречался с В. И. Лениным. В 1918—1919 годах — ответственный работник ВЧК, следователь, комиссар (отвечал за проведение обысков и арестов).

### Красный террор в Крыму

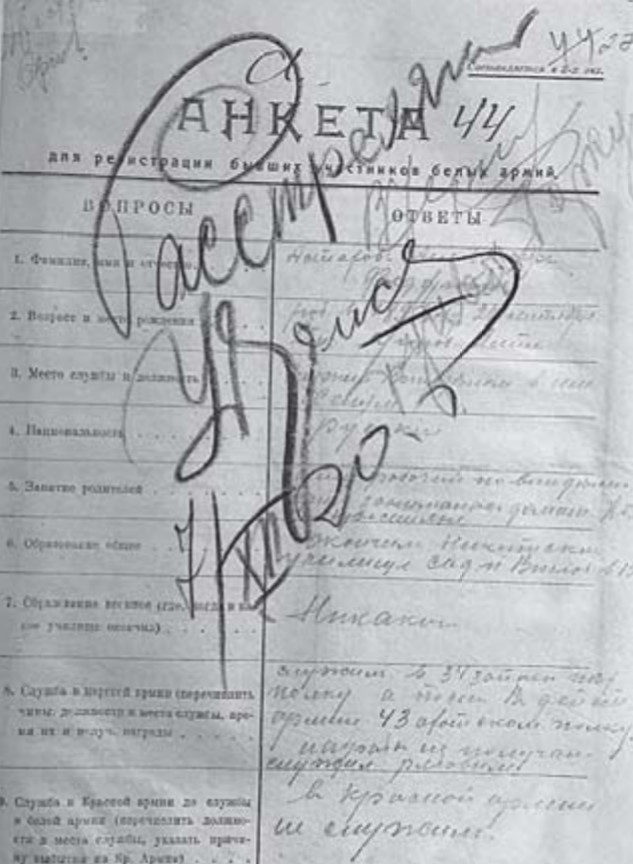
Личное дело заключенного участника Белого движения с резолюцией Э. М. Удриса «Расстрелять» 07 декабря 1920 года, Ялта

В декабре 1920 — январе 1921 — член, позднее председатель Чрезвычайной тройки Крымской ударной группы Управления Особых отделов ВЧК при РВС Южного и Юго-Западного фронтов. Участник красного террора в Крыму. В Ялте и её окрестностях после занятия Крыма большевиками в ноябре 1920 года распоряжалась чрезвычайная тройка Крымской ударной группы управления особых отделов ВЧК при РВС Южного и Юго-Западного фронтов в составе председателя Удриса, членов Агафонова и Тольмаца. Имеются личные резолюции Э. М. Удриса на расстрельных приговорах как раненным Русской армии П .Н. Врангеля, так и части медицинского персонала лазарета Красного Креста, именовавшийся официально санаторий N 10 Красного Креста в Ливадии. Например, на деле сестры милосердия Н. Трубецкой, арестованной 12 декабря и расстрелянной 16 декабря, стоит собственноручная резолюция Удриса: «Княжна. Расстрелять».
7 декабря «тройка» в составе председателя Чернабрывого, членов Удриса и Гунько-Горкунова вынесла постановление о расстреле 315 человек. «Тройкой» в составе председателя Удриса, членов Агафонова и Тольмаца 10 декабря приговорены к расстрелу 101 человек, 21 декабря — 204 человека (один с места казни убежал), 22 декабря — 22 человека. «Тройкой» в составе председателя Удриса, членов Тольмаца и Михельсона 4 января 1921 года приговорены к расстрелу 20 и 58 человек (по двум спискам). «Тройкой» в составе председателя Михельсона и члена Бабкевича (фамилия третьего члена не указана) 28 января 1921 года приговорены к расстрелу 91 человек.
Юрист Л. М. Абраменко отметил манеру Э. М. Удриса накладывать резолюции на делах арестованных часто одним словом: «Расстрелять», написанные тупо заостренным синим карандашом «длинно, зло и, похоже, с величайшим удовольствием садиста… подписи кружевные и вычурные трудно читаемы, явно утверждали небывалую силу, непререкаемость и безнаказанность за творимый произвол». При этом на анкетах старших чиновников, генералов и княгинь «Расстрелять» Удриса исполнено с особым нажимом карандаша, так что в отдельных случаях была прорвана бумага.

### Дальнейшая юридическая карьера
В 1921-22 годах — сотрудник Особого отдела ВЧК, затем — уполномоченный Иностранного отдела (ИНО) ВЧК-ГПУ. Ушел из ВЧК, как писал в автобиографии, «в связи с подорванным здоровьем». Окончил Юридический факультет МГУ, затем Высшие юридические курсы. С 1924 стал помощником прокурора при Верховном суде РСФСР. В 1927—1934 годах — член Верховного суда РСФСР. С 1934 года Удрис стал председателем Верховного суда Узбекской ССР. Участвовал в чистке от троцкистов местной партийной организации, ЦИК и Совнаркома Узбекистана. Преподавал в Узбекском юридическом институте в Ташкенте.

### Репрессии
В 1938 году сам был репрессирован, объявлен врагом народа, троцкистом, обвинён в создании латышской организации.
Цирулис (Индзерс) Вольдемар Оттович, убеждённый коммунист, так вспоминает следствие по своему делу летом 1938 года, сопровождающееся пытками и лишением сна. Из латышей следствие пытается создать подпольную организацию:

… хотят устроить очную ставку с человеком, которого я как-то упомянул в своих записках. В кабинете сидит Удрис, бывший председатель Верховного суда. Речь идет всё о той же беседе со студентами.
— Я этого человека не знаю, никогда не видел и с ним вместе ни в каких совещаниях не участвовал, — говорит Удрис.
Я припоминаю, как мне говорили о «показаниях» Удриса, будто я агент разведки буржуазной Латвии. Следователь говорит:
— Видите, а гражданин Цируль утверждает, что был на совещании у вас. Не так ли, заключенный Цируль? Скажите: да или нет?
Говорю, что с Удрисом лично не знаком и поэтому Удрис мог забыть, что я когда-то был у него с несколькими студентами в связи с их дипломными работами.
— Подробности не имеют значения, — прерывает меня следователь. — Скажите — да или нет?

…Начался 1939 год. Продолжаем получать добрые вести. Узнаем, что Кузьмина больше нет, а Затурайский, Соловьев и другие [следователи] арестованы за превышение власти. Узнаю, что освобождены Удрис и Остров и некоторые другие заключенные. У всех приподнятое настроение. Я тоже убежден, что раз Кузьмина нет, а Затуранский отдан под суд, то вся их ложь раскроется и меня так же, как Острова и Удриса, должны скоро выпустить. Так думают все арестованные коммунисты. Однако мне кажется, что события продвигаются очень медленно.
Впоследствии Удрис был реабилитирован. В 1940-е годы писал статьи для журнала «Советская юстиция» на правовую тематику. Часть статей и воспоминаний (в частности статья к 100-летию П. И. Стучки) издавались в Латвийской ССР. В ряде источников упоминается без указаний на архивы, что Э. М. Удрис был расстрелян в 1938 году, но данные о ВМН имеются для его однофамильцев, а публикации статей репрессированного в реалиях СССР представляются невероятными.

## Семья
Был женат, имел двоих детей.